# Pelarne distrikt
Pelarne distrikt är ett distrikt i Vimmerby kommun och Kalmar län. 
Distriktet ligger i sydvästra delen av kommunen. 

## Tidigare administrativ tillhörighet
Distriktet inrättades 2016 och utgörs av socknen Pelarne i Vimmerby kommun.
Området motsvarar den omfattning Pelarne församling hade vid årsskiftet 1999/2000.